# Le Gobelet d'argent
Le Gobelet d'argent est un tableau réalisé par le peintre français Jean Siméon Chardin vers 1728. Cette huile sur toile est une nature morte qui représente principalement un gobelet argenté posé à côté de fruits et noyaux devant une carafe en verre. Passée entre les mains de Philippe Rousseau, l'œuvre est conservée depuis son achat en 1934 au musée d'Art de Saint-Louis, à Saint-Louis, dans le Missouri, aux États-Unis.